# Wack Hofmeister
Wack Hofmeister, właśc. Josef Hofmeister (ur. 25 lipca 1934 w Abensbergu) – zachodnioniemiecki żużlowiec, występujący również na długim torze.

## Życiorys
Największe sukcesy w karierze osiągał w wyścigach na długim torze, czterokrotnie zdobywając medale indywidualnych mistrzostw Europy: trzy złote (Mühldorf 1958, Helsinki 1959, Plattling 1960) oraz srebrny (Sztokholm 1957). Trzykrotnie zwyciężył w turniejach o "Złoty Kask" (1956, 1959, 1961), jak również pięciokrotnie w turniejach o "Srebrny Kask" (1957, 1958, 1959, 1960, 1961).
Reprezentował barwy Republiki Federalnej Niemiec w eliminacjach drużynowych mistrzostw świata (1960, 1961, 1963). Był również wielokrotnym uczestnikiem eliminacji indywidualnych mistrzostw świata, czterokrotnie awansując do finałów światowych: Londyn 1957 – XVI miejsce, Londyn 1958 – XV miejsce, Londyn 1959 – XIII miejsce, Londyn 1960 – VIII miejsce.